# Mane (Alpes-de-Haute-Provence)
Mane település Franciaországban, Alpes-de-Haute-Provence megyében. Lakosainak száma 1390 fő (2022. január 1.). Mane Dauphin, Forcalquier, Limans, Revest-des-Brousses, Saint-Maime és Saint-Michel-l’Observatoire községekkel határos.

## Népesség
A település népességének változása:
| Lakosok száma | 852  | 943  | 1135 | 1329 | 1380 | 1367 | 1349 | 1347 | 1349 | 1390 |
|               | 1968 | 1982 | 1990 | 2006 | 2013 | 2015 | 2017 | 2019 | 2020 | 2022 |